# Bharti Kher

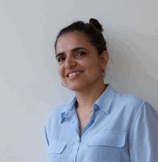
Bharti Kher

Bharti Kher (Hindi भारती खेर; * 1969 in London) ist eine britisch-indische Künstlerin, deren Werk Gemälde, Collagen, Fotografien, Skulpturen sowie Installationen umfasst. Ihr Werk wurde weltweit in Einzelausstellungen präsentiert und war Teil internationaler Gruppenausstellungen in Museen und Galerien.

## Leben
Bharti Kher wurde 1969 als Tochter indischer Eltern, die aus Punjab immigriert waren, in London geboren, wo sie aufwuchs und ihre schulische Ausbildung erhielt.
Von 1987 bis 1988 studierte Kher Kunst und Design an der Middlesex University in London und anschließend Bildende Kunst mit Schwerpunkt Malerei an der Northumbria University. 1991 schloss sie dort ihr Bachelor-Studium mit Auszeichnung ab.
Im Jahre 1992 zog Kher im Alter von 23 Jahren nach Neu-Delhi. Dort lernte sie ihren zukünftigen Ehemann, den indischen Künstler Subodh Gupta kennen und siedelte kurz darauf um. Kher lebt und arbeitet in Neu-Delhi.

## Werk
Kher setzt sich in ihrem Werk mit Animismus und Surrealismus auseinander und verwendet unter anderem Ready-mades, die sie transformiert und neu kontextualisiert.
Im Zentrum von Khers Werk steht das Thema Identität sowie die damit verknüpften Fragen nach Kultur, Tradition, Geschlecht und Zugehörigkeit. In ihren Arbeiten konfrontiert sie widersprüchliche Zeichen und Bedeutungen – etwa des Weiblichen, des Animalischen, von Macht und ethnischer Zugehörigkeit – miteinander. Durch diese Gegenüberstellungen hinterfragt Kher die vertrauten Kategorien, mit deren Hilfe wir unsere Welt ordnen und begreifen, und fordert so bestehende Wahrnehmungs- und Deutungsmuster heraus.
In vielen Arbeiten befreit Kher Frauen von tradierten Rollenbildern und formt sie zu etwas radikal Neuem und Unbestimmtem.
Khers Werk ist von einer engen Verflechtung persönlicher Erfahrungen aus dem westlichen Umfeld mit kulturellen Symbolen Indiens geprägt.
Ein zentrales Motiv in Khers Œuvre ist der Bindi, das Mal, das viele indische Frauen auf der Stirn zwischen den Augenbrauen tragen. Ursprünglich als Symbol des Dritten Auges mit spiritueller Bedeutung versehen hat der Bindi im Laufe der Geschichte zahlreiche sekundäre Bedeutungen angenommen. In der Gegenwart steht er vor allem für Weiblichkei und indische Identität.
Kher nutzt den Bindi seit Beginn ihrer künstlerischen Tätigkeit als zentrales Ausdrucksmittel. In zahlreichen Skulpturen fungieren hunderte Bindis als gestalterisches Element, das die Oberflächen strukturiert und visuell auflädt. In ihren Gemälden adaptiert sie formale Strategien der westlichen Abstraktion – insbesondere der Op-Art und des Abstrakten Expressionismus – und ersetzt dabei traditionelle malerische Mittel durch das flächendeckende Aufbringen von Bindis in variierenden Farben, Formen und Mustern.

### The Skin Speaks a Language Not Its own(2006)

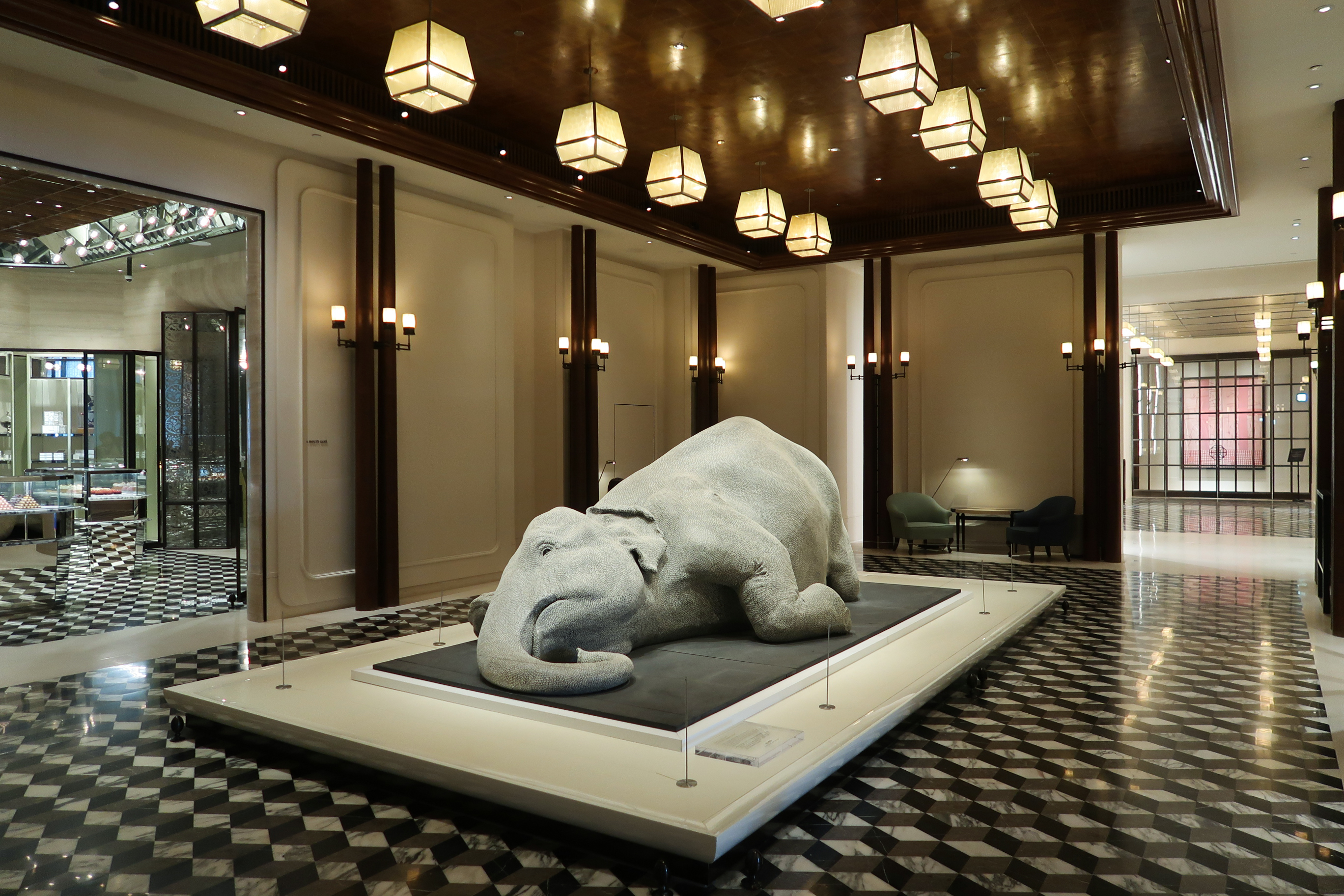
Bharti Kher: The Skin Speaks A Language Not Its Own

Die aus Bindis und Glasfaser gefertigte Skulptur gilt als eines der bekanntesten Werke der zeitgenössischen indischen Kunst und als Hauptwerk Khers, in dem sie sich kritisch mit der Rolle populärer Bildwelten in der zeitgenössischen indischen Kunst auseinandersetzt.
Das Werk zeigt eine lebensgroße, kniende Elefantenkuh, deren Körper vollständig mit weißen Bindis bedeckt ist und diesen wie eine zweite Haut überziehen. Die Darstellung verbindet zwei zentrale Symbole indischer Kultur – den Elefanten als Zeichen von Macht, Spiritualität und Staatlichkeit, und den Bindi als Marker weiblicher Identität und ritueller Praxis. In der buddhistischen Ikonografie steht der weiße Elefant zudem für Weisheit und königliche Würde.
Durch die Verwendung eines weiblich konnotierten, zugleich aber entleerten Symbols reflektiert Kher über Geschlechterrollen und kulturellen Wandel im heutigen Indien. Die ambivalente Körperhaltung des Tiers – zwischen Ruhe und Erschöpfung, Aufbruch und Zusammenbruch – verweist auf Indiens gesamtgesellschaftliche Spannung zwischen Tradition und beschleunigter Modernisierung. Kher thematisiert damit die Brüche und Widersprüche einer Nation im Umbruch und bringt zugleich ihre eigene transkulturelle Perspektive als in Großbritannien aufgewachsene Künstlerin ein. Die Skulptur wird häufig als Allegorie für den Zustand Indiens gelesen – zwischen globalem Aufstieg und innerer Erschöpfung.

### An absence of assignable cause(2007)

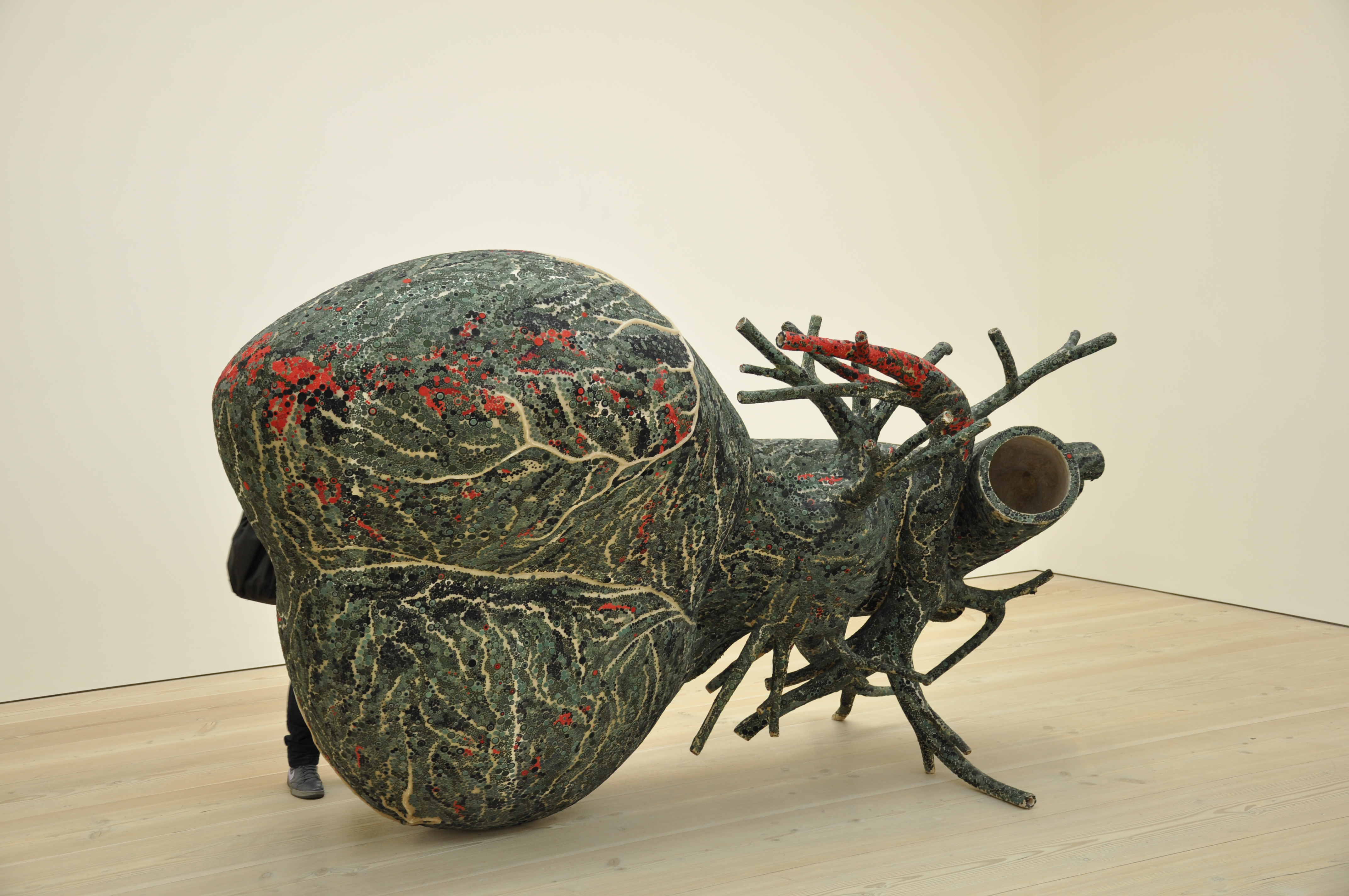
Bharti Kher: An Absence Of Assignable Cause

Teilweise inspiriert von Künstlern wie Hieronymus Bosch, Francisco Goya und William Blake, bezieht sich Bharti Kher in diesem Werk auf magische Bestien, mythische Monster und allegorische Erzählungen. Der blaue Pottwal ist eines der größten Tiere der Welt. Da sie keine ausreichende wissenschaftliche Dokumentation über seine Anatomie finden konnte, erfand Kher für die Installation das Aussehen des Walherzens. Die Künstlerin schuf es aus Fiberglas und verzierte das riesige Herz sowie die hervortretenden Venen und Arterien mit verschiedenfarbigen Bindis.

### Weitere Werke (Auswahl)
- 2004: Angel[1]
- 2004: Arione[4]
- 2004: Chocolate Muffin[10]

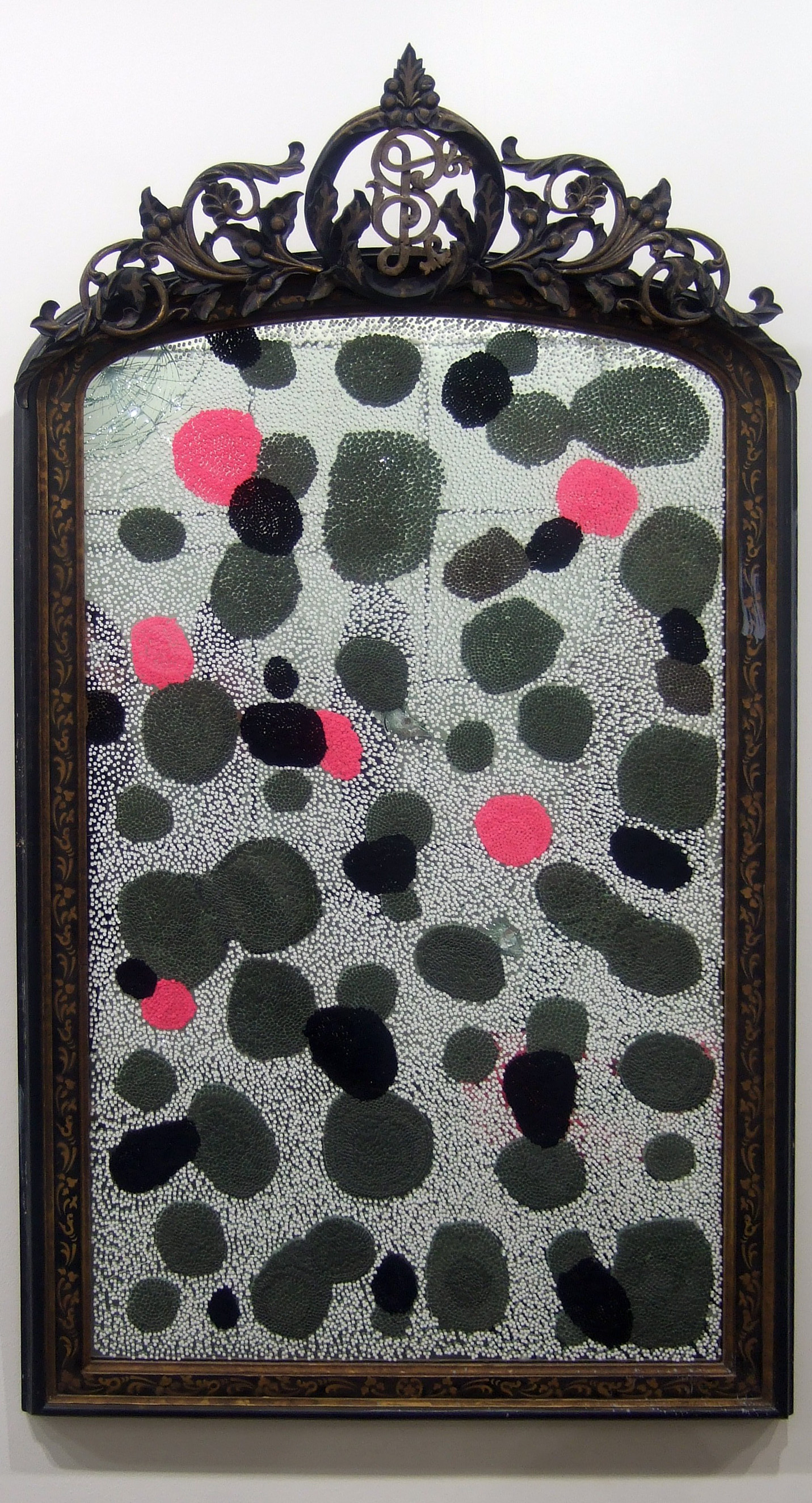
Kunstwerk von Bharti Kher

- 2004: The Girl with the Hairy Lip said No[11]
- 2004: Squaring the Circle[4]
- 2006: Arione’s sister[12]
- 2006: The Girl with the Hairy Lip said No[4]
- 2006: Mrs. Hera Moon[13]
- 2008: And all the While the Benevolent Slept[14]
- 2008: Sing to them that will listen[15]
- 2008: Warrior with cloak and shield[16]
- 2009: The Waq Tree[17]
- 2009–10: Confess[18]
- 2010: Contents[19]
- 2010: Indra’s net series[20]
- 2010: Make up (as you go along), Frisiertisch aus Holz, Spiegel, Bindis und Glasbausteine[21]
- 2010: Not all who wander are lost[22]
- 2010–12: The Deaf Room[23]
- 2011: Dominate, Sari, Harz und Holzstühle[24]
- 2011: The day they met, Holztreppe, Stoff, Harz[25]
- 2012: The hot winds that blow from the west, 131 Heizkörper[26]
- 2012: The Messenger[27]
- 2012: Portrait from Memory I, Zement, Sari und Harz[28]
- 2014: Six Women, Installation[29]
- 2014: three decimal points of a minute. of a second. of a degree, Installation, Holz, Metall, Granit, Seil[30]
- 2015: Dark Matter MM[31]
- 2015: I have seen more things than I dare to remember 13[32]
- 2016: The Chimera (1)[33]
- 2016: Mother and Father, Installation[34]
- 2016: Virus VII, Installation, Vancouver Art Gallery, Vancouver[35]
- 2018: The Intermediary Family, Installation, Frieze Sculpture Park, London[36]
- 2018: Pieta[37]
- 2018–19: Animus Mundi[38]
- 2019: Algorithm for Clarity[39]
- 2019: Algorithm for psychological disorders[40]

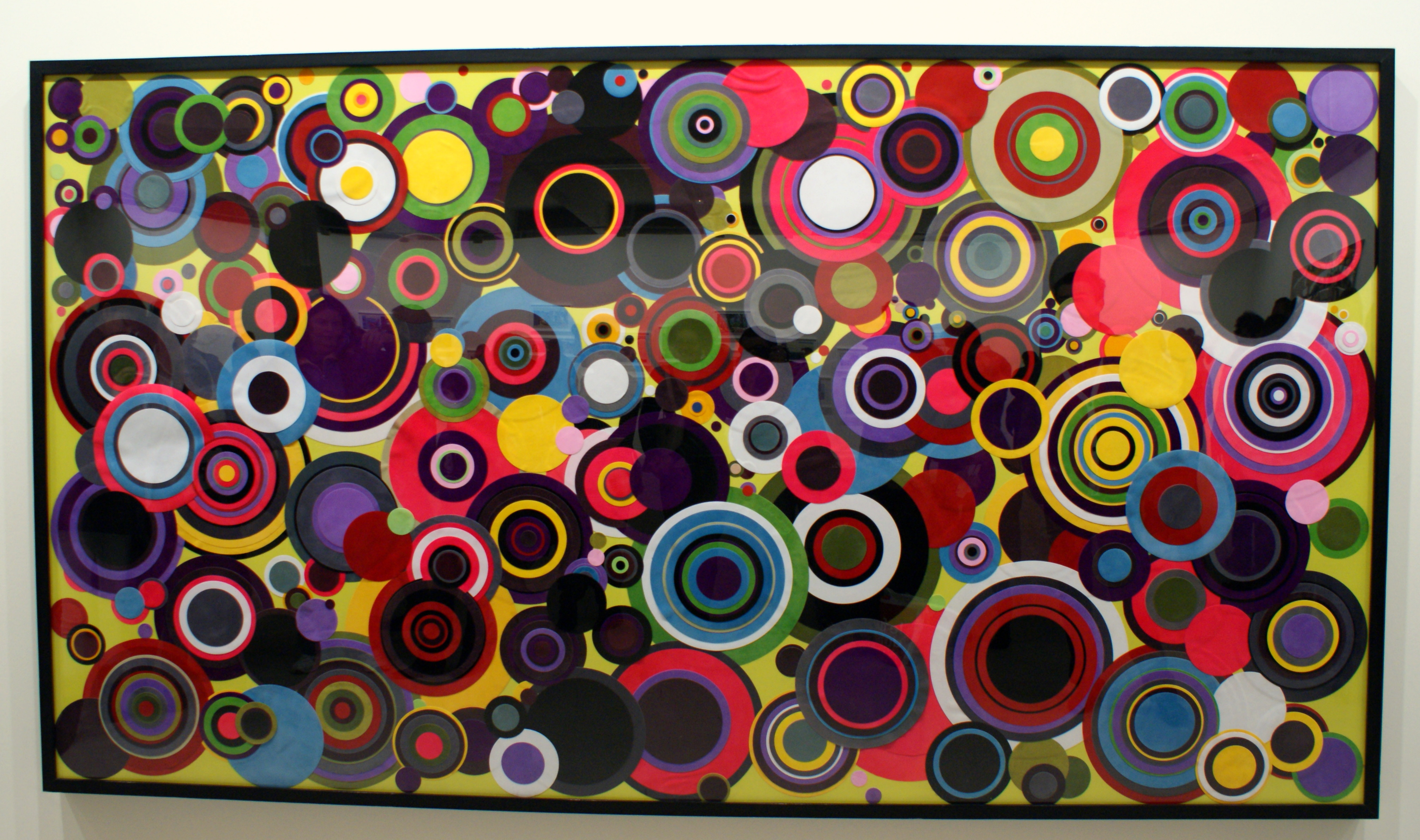
Bharti Kher: Sans Titre

- 2019: The shrewdness of apes[41]
- 2021: Strange Attractor[42]

## Gruppenausstellungen (Auswahl)
- 1990: Fresh Art, National Fine Art Degree Fair, Business Design Center, London[1]
- 1991: Aspects of British Figurative Painting (1988-93), Milton Gallery, London[1]
- 1993: Trends in Contemporary Indian Art, Art Heritage, Neu-Delhi[15]
- 1995: 6th Bharat Bhawan Biennal of Contemporary Indian Arts, Sakshi Gallery, Mumbai[15]
- 1995: Postcards for Gandhi, Indien[1]
- 1996: Royal Overseas League Open Exhibition, Overseas House, London[15]
- 1996: Of Women Icons/Stars/Feasts, Eicher Gallery, Neu-Delhi[1]
- 1998: Edge of The Century, British Council, Neu-Delhi[1]
- 1998: Cryptograms, Lakeeren Art Gallery, Mumbai[43]
- 1999: Impact, Center for Contemporary Art, Neu-Delhi[1]
- 1999: Embarkation’s, Sakshi Gallery, Mumbai[44]
- 1999: Icons of The Millenium, Nehru Centre, Mumbai[15]
- 1999: Boxwallahs, Gurgaon[45]
- 1999: Hed end aagse Kunst uit India, Hogeschool van Amsterdam, Amsterdam[46]
- 2000: Open Circle Exhibition, Lakeeren Art Gallery, Mumbai[23]
- 2000: of, based on, or obtained by (Tradition), Nature Morte, Neu-Delhi[1]
- 2000: Aar Paar, an exchange between five Indian and Pakistani artists, Karatschi[47]
- 2001: Art On The Move, Ackland Art Museum, North Carolina, Art Gallery of Mississauga, Missisauga und University of California, Los Angeles[46]
- 2001: Kitch kitch Hota Hai, India Habitat Center, Neu-Delhi[46]
- 2002: Under Construction, Tokyo Opera City Art Gallery, Tokio[48]
- 2002: Khoj Residency Show, Khoj Studios, Neu-Delhi[49]
- 2002: Creative Space, Sakshi Gallery, Neu-Delhi[45]
- 2002: Photosphere, Nature Morte, Neu-Delhi[45]
- 2002: Playgrounds & Toys, ART for The World, Genf[1]
- 2002: Cutting Edge Contemporary, National Gallery of Modern Art, Mumbai[50]
- 2002: Glue, Sumukha Gallery, Bengaluru[45]
- 2002: Borderless Terrain, India Habitat Center, Neu-Delhi[46]
- 2002: Silence Violence, NSA Gallery, Nieu-Bethesda[51]
- 2002: MANGO, A SAWCC show, Talwar Gallery, New York[52]
- 2002: Sorry for The Inconvenience, Japan Foundation, Bangkok[1] und Tokyo Opera City Art Gallery, Tokio[53]
- 2002: Sidewinder, CIMA Gallery, Kolkata und India Habitat Centre, Neu-Delhi[1]
- 2003: Crossing Generations: diverge, National Gallery of Modern Art, Mumbai[54]
- 2003: The Tree from the Seed: Contemporary art from India, Henie Onstad Kunstsenter, Høvikodden (Norwegen)[1]
- 2003: Sirpur Paper Mills, Artinc, Neu-Delhi[3]
- 2003: Bad Taste, Apparao Gallery, Apeejay New Media Centre, Neu-Delhi[43]
- 2004: Contemporary Art from India, Thomas Erben Gallery, New York[3]
- 2004: Pamela Singh and Bharti Kher[55]
- 2004: Vanitas Vanitatum, Sakshi Gallery, Mumbai[56]
- 2004: The SNEEZE, 106-minütiger Spielfilm, 80 Kunstschaffende x 80 Sekunden, The Gazon Rouge Gallery, Athen45
- 2004: Adrogyne, India Habitat Center, Neu-Delhi[43]
- 2005: Zeitsprünge Raumfolgen, Institut für Auslandsbeziehungen, Berlin[57]
- 2005: Mom and Pop, Walsh Gallery, Chicago[3]
- 2005: Indian Summer, École des Beaux-Arts, Paris[15]
- 2005: Indian Summer, Nature Morte, Neu-Delhi[15]
- 2005: Het offer/ an intimate I: Droom en werkelijkheid, De Beverd Museum voor Grafische werkeljkheid, Breda[58]
- 2006: Fuori Uso 2006 - Altered States. Are you experienced?, Ex Mercato Ortofrutticolo, Pescara[46]
- 2006: Asia Pacific Triennale, Queensland Art Gallery, Brisbane[59]
- 2006: Le troisième Oeil, Lille 3000, Lille[60]
- 2006: Inside Outside, Nature Morte, Neu-Delhi[15]
- 2006: Hungry Gods, Arario Gallery, Peking[1]
- 2006: Made By Indians, Galerie Enrico Navarra, Art on the Beach, Saint-Tropez[1]
- 2006: Long Happy Hours Thereby Happiness & Other Stories, Museum Gallery, Mumbai[45]
- 2007: Hungry God, Art Gallery of Ontario, Toronto[61]
- 2007: The Sneeze 80x80, Kapstadt[62]
- 2007: Urban Manners. Contemporary Artists from India, HangarBicocca in Zusammenarbeit mit ART for the World Europa, Mailand[63]
- 2007: Indian Photo and Media Art: A Jouney of Discovery, FLUSS - NÖ Initiative für Foto- und Medienkunst, Weinviertel[1]
- 2007: FUORI USO 2006. ALTERED STATES, Muzeul Național de Artă Contemporană, Bukarest[46]
- 2007: Private/Corporate IV, Sammlung DaimlerChrysler, Berlin[64]
- 2007: International exhibition of sculptures and installations, Venedig[58]
- 2007: Face East. Contemporary Asian Portraiture, Wedel Fine Art, London[65]
- 2008: Indian Highway, Serpentine Gallery, London[66]
- 2008: Mutant Beauty, Anant Art, Neu-Delhi[67]
- 2008: Chalo! India: A New Era of Indian Art, Mori-Kunstmuseum, Tokio[68]
- 2008: Indian Focus, Espace Claude Berri, Paris[69]
- 2008: Everywhere is war (and rumors of war), Bodhi Art, Mumbai[15]
- 2008: Still Moving Image, Devi Art Foundation, Gurgaon[70]
- 2008: Expenditure, Busan-Museum, Busan[15]
- 2008: Comme des bêtes (Like Animals), Musée cantonal des Beaux-Arts de Lausanne, Lausanne[71]
- 2008: Re-imagining Asia: A Thousand Years of Separation, Haus der Kulturen der Welt, Berlin[72]
- 2008: Distant Nearness, Nerman Museum of Contemporary Art, Johnson County Community College, Kansas[73]
- 2008: Passage to India, Frank Cohen Collection, Initial Access Wolverhampton, Wolverhampton[74]
- 2008: India - Guest in the Giant, Swarovski Kristallwelten, Wattens[1]
- 2008: New Delhi – New Wave, Primo Marella Gallery, Mailand[75]
- 2009: Marvellous Reality, Lalit Kala Academy, Neu-Delhi[76]
- 2009: Shifting Shapes. Unstable Signs, Yale University Art Gallery, New Haven[77]
- 2009: Indian Narrative in the 21st Century: Between Memory and History, Madrid und Barcelona[78]
- 2009: Who’s Afraid of the Artists? A Selection of Works from the Pinault Collection, Palais des Arts de Dinard, Dinard[79]
- 2009: Bharti Kher, Yayoi Kusama, Eva Rothschild, Mindy Shapiro, Marianne Boesky Gallery, New York[80]
- 2009: Les Artistes Indiens d’Aujourd’hui, Palais Bénédictine, Fécamp[81]
- 2009: Nature Nation, Museum on the Seam, Jerusalem[1]
- 2009: Re-imagining Asia: A Thousand Years of Separation, The New Art Gallery Walsall, Walsall (Wanderausstellung)[82]
- 2009: Where in the World, Devi Art Foundation, Gurgaon[1]
- 2009: Chalo! India: A New Era of Indian Art, Sammlung Essl, Wien[83]
- 2009: Chalo! India: A New Era of Indian Art, Nationalmuseum für moderne und zeitgenössische Kunst, Seoul[84]
- 2009: Indian Highway, Astrup Fearnley Museum of Modern Art, Oslo[85]
- 2010: Tokyo Art Meeting: Transformation, Museum für zeitgenössische Kunst Tokio, Tokio[86]
- 2010: Pattern ID, Akron Art Museum, Akron[87]
- 2010: The Empire Strikes Back: Indian Art Today, Saatchi Gallery, London[88]
- 2010: Tauba Auerbach, Matthew Day Jackson…, Galerie Perrotin, Paris[89]
- 2010: Gothenburg Culture Festival, Göteborg[1]
- 2010: Lille3000: The Silk Road. Saatchi Gallery London in Lille, Tri Postal, Lille[78]
- 2010: Indian Highway, Herning Kunstmuseum, Herning[1]
- 2010: Signs of Life – Ancient Knowledge in Contemporary Art, Kunstmuseum Luzern, Luzern[90]
- 2010: Susan Hefuna, Bharti Kher, Fred Tomaselli: Between the Worlds, Kunstmuseum Thun, Thun[91]
- 2010: Facing East: Recent Works from China, India and Japan from the Frank Cohen Collection, Manchester Art Gallery, Manchester[92]
- 2010: Inevitable Undeniable Necessary, Hauser & Wirth, London[19]
- 2011: Indian Highway V, Museo nazionale delle arti del XXI secolo, Rom[93]
- 2011: Seduction by Masquerade, Nature Morte, Delhi[94]
- 2011: Paris Delhi Bombay, Centre Georges-Pompidou, Paris[95]
- 2011: Indian Highway IV, Museé d'art contemporain de Lyon, Lyon[96]
- 2011: Festival der Tiere, Sammlung Essl, Klosterneuburg[97]
- 2011: Maximum INDIA, John F. Kennedy Center for the Performing Arts, Washington, D.C.[1]
- 2012: Systems – From Pointillism to Pixelation, Wilhelm-Hack-Museum, Ludwigshafen am Rhein[1]
- 2012: La Belle & la Bête, Institut Culturel Bernard Magrez, Bordeaux[98]
- 2012: India: Art Now, Arken Museum of Modern Art, Arken[99]
- 2012: The First Kiev Biennale of Contemporary Art: The Best of Times, the Worst of Times. Rebirth and Apocalypse in Contemporary Art, Kiew[100]
- 2012: Critical Mass: Contemporary Art from India, Tel Aviv Museum of Art, Tel Aviv[101]
- 2012–13: Misled by Nature: Contemporary Art and the Baroque, Art Gallery of Alberta, Edmonton[102]
- 2013: Misled by Nature: Contemporary Art and the Baroque, Museum of Contemporary Art Toronto Canada, Toronto[103]
- 2013: Art & Textiles – Fabric as Material and Concept in Modern Art from Klimt to the Present, Kunstmuseum Wolfsburg, Wolfsburg[104]
- 2013: Quartiers d'été, Collection de l'Institut Culturel Bernard Magrez, villa les Roches Brunes, Dinard[105]
- 2013: Trade Routes, Hauser & Wirth, London[106]
- 2013: We are Ours: A Collection of Manifestos for the Instant, Khoj International Artists’ Association, Neu-Delhi[107]
- 2014: Whorled Explorations, Kochi-Muziris Biennale, Kochi[108]
- 2014: Girl, Galerie Perrotin, Paris[109]
- 2014: Entre deux expositions. Collections et nouvelles acquisitions de l'Institut, Institut Culturel Bernard Magrez, Bordeaux[110]
- 2014: Here Today... A major exhibition marking 50 years of the IUCN Red List, Old Sorting Office, London[111]
- 2015: Go East: The Gene & Brian Sherman Contemporary Asian Art Collection, Art Gallery of New South Wales, Sydney[112]
- 2015: Don’t Shoot the Painter, UBS Art Collection, Civica galleria d’arte moderna di Milano, Mailand[1]
- 2015: Codes of Culture, Gallery SKE, Neu-Dehli[1]
- 2016: Present, Johyun Gallery, Busan[113]
- 2016: The Future Is Already Here, It’s Just Not Evenly Distributed, 20th Biennale of Sydney, Sydney[114]
- 2016-2017: I Prefer Life, Weserburg Museum für moderne Kunst, Bremen[115]
- 2017: Fond Illusions, Perrotin, New York[116]
- 2017: Portable Art: A project by Celia Forner, Hauser & Wirth, Zürich[117]
- 2017: Versus Rodin: Bodies Across Space and Time, Art Gallery of South Australia, Adelaide[118][119]
- 2017: Visions from India, Transforming Vision: 21st Century Art from the Pizzuti Collection, Columbus Museum of Art, Columbus (Ohio)[120]
- 2017: Portable Art: A Project by Celia Forner, Hauser & Wirth, New York[121]
- 2017: Salon, Hauser & Wirth, Zürich[122]
- 2017: Sub-Plots: Laughing in the Vernacular, National Gallery of Modern Art, Mumbai[123]
- 2017: Approaching Land, Akara Art Gallery, Mumbai[124]
- 2018: Vision Exchange: Perspectives from India to Canada, Art Gallery of Alberta, Edmonton[125]
- 2018: Facing India, Kunstmuseum Wolfsburg, Wolfsburg[126]
- 2018: Like Life: Sculpture, Color, and the Body (1300-Now), Metropolitan Museum of Art, New York[127]
- 2018: My Monster: The Human Animal Hybrid, Melbourne[128]
- 2018: I See You, Savannah College of Art and Design, Savannah (Georgia)[129]
- 2018: Surface Work, Victoria Miro, London[130]
- 2018: The Sculpture Park, Madhavendra Palace at Nahargarh Fort, Jaipur[131]
- 2018: Bronze Age c.3500 BC - AD 2018: Firstsite, Colchester[132]
- 2019: Les arts du Tout-Monde, Musée des beaux-arts de Montréal, Montréal[133]
- 2019: In the Company of Artists, 25 Years of Artists-In-Residence, Isabella Stewart Gardner Museum, Boston[134]
- 2019: Desire in Art: A Revision from the 20th Century to the Digital Age, Irish Museum of Modern Art, Dublin[135]
- 2019: Driving Forces: Contemporary Art from the Collection of Ann and Ron Pizzuti, Columbus Museum of Art, Columbus[136]
- 2019: Public Art Exhibition, Harvard Business School, Boston[1]
- 2019: La Lumière des Mondes, Domaine des Etangs, Massignac[137]
- 2019: Vision Exchange: Perspectives from India to Canada, Winnipeg Art Gallery-Qaumajuq, Winnipeg[138]
- 2019: Vision Exchange: Perspectives from India to Canada, University of Toronto Art Centre, Toronto[125]
- 2020: Relations (Diaspora and Painting), Fondation Phi, Montreal[139]
- 2020: Résonance, Fondation Opale, Kanton Wallis[140]
- 2020: Seismic Movements, Dhaka Art Summit, Dhaka[141]
- 2020: Contemporary Female Identities in the Global South, Joburg Contemporary Art Foundation, Johannesburg[142]
- 2020: Tantra: enlightenment to revolution, British Museum, London[143]
- 2020: 21st-Century Art from the Pizzuti Collection, Columbus Museum of Art, Columbia[120]
- 2020: Vision Exchange: Perspectives from India to Canada, MacKenzie Art Gallery, Regina (Saskatchewan)[1]
- 2020: Wonderland, Shanghai[144]
- 2020–21: Animals in Art, Arken, Ishøj[145]
- 2021: Sculpture at Firstsite, Firstsite, Colchester[146]
- 2021: Song of Songs, Unit London, London[147]
- 2021: Hub India: Maximum Minimum, Artissima Fair, Turin[148]
- 2021: Hub India: Classical Radical, Accademia Albertina di Belle Arti di Torino, Turin[148]
- 2021: On-Site, Nature Morte, Neu-Delhi[1]
- 2021: Salon Perrotin Matignon, Perrotin, Paris[149]
- 2022: Pop South Asia. Artistic Explorations in the Popular, Sharjah Art Foundation, Sharjah, Schardscha[150]
- 2022: Uncombed, Unforeseen, Unconstrained, Conservatorio Benedetto Marcello, Venedig[151]
- 2022: Chromophilia, Hauser & Wirth, Zürich[152]
- 2023: Matignon-October+ Group Show, Perrotin, Paris[153]
- 2023: The Offbeat Sari, Design Museum London, London[154]
- 2024: Enchanted Alchemies. Magic, Mysticism, and the Occult in Art, Levy Gorvy Dayan, London[155]
- 2024: In the House of the Trembling Eye, Aspen Art Museum, Aspen (Colorado)[156]
- 2024: Panorama, Perrotin, Paris[157]
- 2024–25: Connecting Bodies. Asian Women Artists, Nationalmuseum für moderne und zeitgenössische Kunst, Seoul[158]
- 2025: Perrotin Matignon, Perrotin, Paris[159]

## Einzelausstellungen (Auswahl)
- 1993: All India Fine Arts and Crafts Society, Neu-Delhi[1]
- 1995: Art Heritage, Neu-Delhi[1]
- 1997: Galerie F.I.A, Amsterdam[15]
- 1999: Telling Tails, Neu-Delhi[15]
- 1999: Telling Tails, Galerie F.I.A, Amsterdam[78]
- 2000: The Private Softness of Skin, Bose Pacia Modern, New York[160]
- 2001: The Private Softness of Skin, Gallery Chemould Prescott Road, Mumbai[15]
- 2004: Quasi-, mim-, ne-, near-, semi-, -ish, -like, Gallery SKE, Bengaluru[15]
- 2004: Hungry Dogs Eat Dirty Pudding, Nature Morte, Neu-Delhi[15]

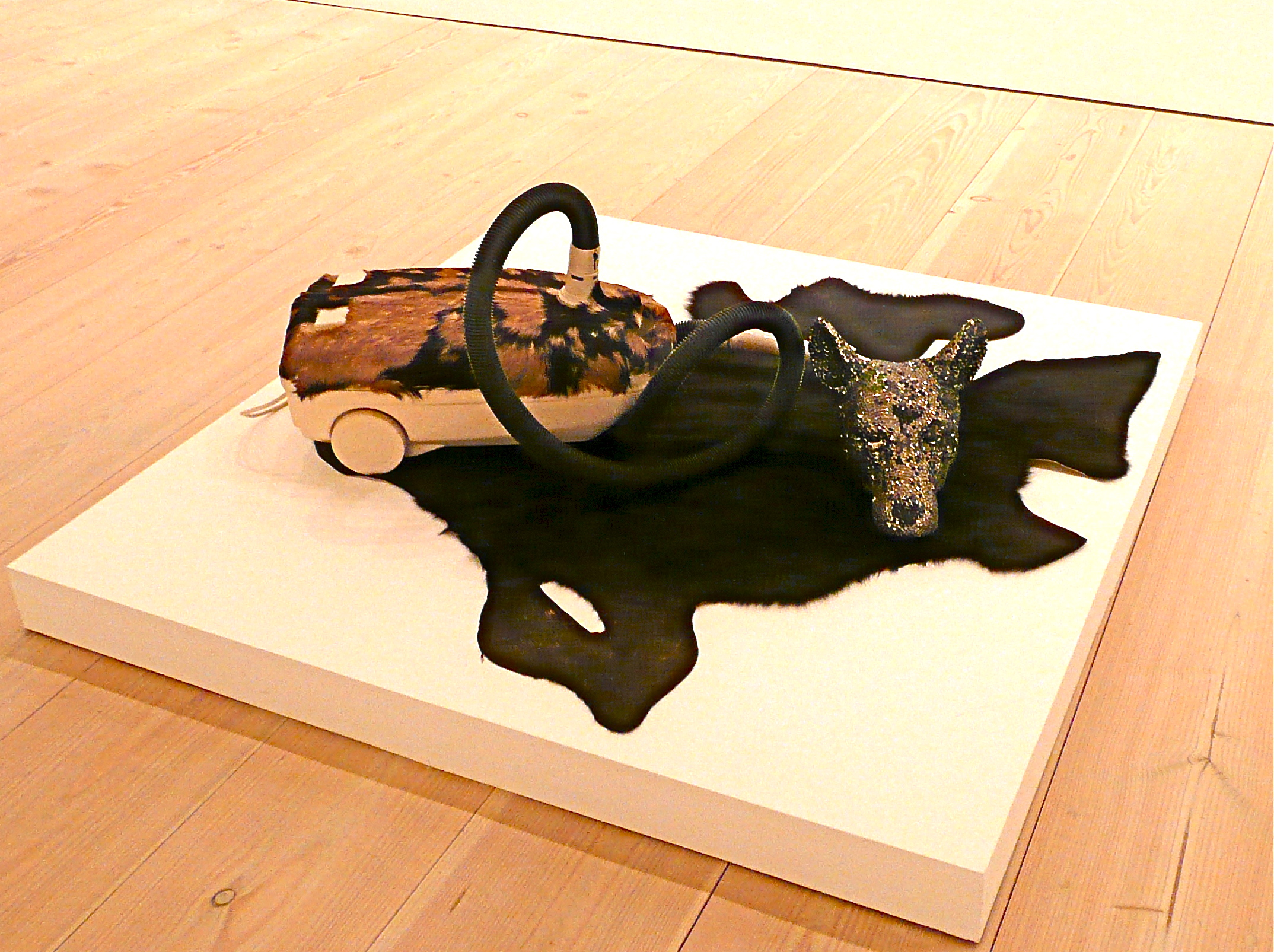
Bharti Kher: Hungry Dogs Eat Dirty Pudding

- 2006: Do not meddle in the affairs of dragons, because you are crunchy and taste good with ketchup, Gallery 88 und Gallery SKE, Mumbai[161]
- 2007: An Absence of Assignable Cause, Jack Shainman Gallery, New York[162]
- 2007: An Absence of Assignable Cause, Nature Morte, Neu-Delhi[163]
- 2008: Sing to them that will listen, Galerie Emmanuel Perrotin, Paris[164]
- 2008: Virus, Baltic Centre for Contemporary Art, Gateshead[165]
- 2010: Disturbia, utopia, house beautiful, Gallery SKE, Bengaluru[166]
- 2010: Inevitable, undeniable, necessary, Hauser & Wirth, London[167]
- 2010: Hauser & Wirth Outdoor Sculpture: Bharti Kher, Southwood Garden, St James’s Church, Piccadilly, London[168]
- 2011: Leave your smell, Galerie Perrotin, Paris[169]
- 2012: Bharti Kher, Parasol Unit Foundation for Contemporary Art, London[170]
- 2012: The hot winds that blow from the West, Hauser & Wirth, New York[171]
- 2012: Reveal the secrets that you seek, Savannah College for Art and Design, Savannah[172]
- 2012: Many, (too) many, more than before, Galerie Perrotin, Hongkong[46]
- 2013: Anomalies, Kukje Gallery, Seoul[173]
- 2013: Bind the Dream State to Your Waking Life, Nature Morte, Neu-Delhi[174]
- 2014: Misdemeanours, Rockbound Art Museum, Shanghai[175]
- 2014: Three decimal points. of a minute. of a second. of a degree, Hauser & Wirth, Zürich[30]

Bharti Kher: Laws of Reversed Effort show

- 2015: Not All Who Wanders Are Lost, Isabella Stewart Gardner Museum, Boston[176]
- 2016: The Laws of Reversed Effort, Galerie Perrotin, Paris[177]
- 2016: This Breathing House, Freud Museum, London[178]
- 2016: Matter, Vancouver Art Gallery, Vancouver[35]
- 2016: In Her Own Language, Lawrence Wilson Art Gallery, Perth[179]
- 2017: Bharti Kher: Sketchbooks and Diaries, Isabella Stewart Gardner Museum, Boston[180]
- 2017: Dark Matter (MM), Museum Frieder Burda, Baden-Baden[181]
- 2018: Messengers, Grunwald Gallery of Art, Indiana University Bloomington, Bloomington[182]
- 2018: Chimeras, Kunsthaus Pasquart, Biel/Bienne[183]
- 2018: Points de départ, points qui lient, DHC/ART Foundation for Contemporary Art, Montreal[184]
- 2018: Djinns, things, places, Galerie Perrotin, Tokio[185]
- 2019: A Wonderful Anarchy, Hauser & Wirth, Somerset[186]
- 2020: A Consummate Joy, Irish Museum of Modern Art, Dublin[187]
- 2020: The Unexpected Freedom of Chaos, Galerie Perrotin, New York[188]
- 2020: The Idea of the Acrobat and Terranum Nuncius, Bikaner House, Neu-Delhi[189]
- 2020: The Future is not Fixed, Vadhera Art Gallery[190]
- 2021–22: Strange Attractors, Nature Morte, Neu-Delhi[42]
- 2021: On | Site, Bikaner House, Neu-Delhi[191]
- 2021-2022: Strange Attractors, The Dhan Mill, Neu-Delhi[42]
- 2022: Bharti Kher: The Body is a Place, Arnolfini, Bristol[192]
- 2022: Bharti Kher. Ancestor, Doris C. Freedman Plaza, Central Park, New York[193]
- 2024: Alchemies, Yorkshire Sculpture Park, Wakefield[16]
- 2024: Target Queen, Hayward Gallery, London[194]
- 2025: Bharti Kher, Thorvaldsens Museum, Kopenhagen[15]
- 2025: Bharti Kher: The Sun Splitting Stones, Perrotin, Paris[195]

## Werke in öffentlichen Sammlungen
- Queensland Art Gallery, Brisbane[196]
- Sammlung Essl, Klosterneuburg[97]
- National Gallery of Canada, Ottawa[197]
- Vancouver Art Gallery, Vancouver[35]
- Kiran Nadar Museum of Art, Neu-Delhi[198]
- Devi Art Foundation, Neu-Delhi[199]
- Leeum Museum of Art, Samsung Foundation, Seoul[1]
- Ishara Art Foundation, Dubai[1]
- Guggenheim Abu Dhabi, Abu Dhabi[1]
- British Museum, London[200]
- Tate Gallery of Modern Art, London[201]
- Worcester Art Museum, Worcester (Massachusetts)[202]
- Walker Art Center, Minneapolis[203]
- North Carolina Museum of Art, Raleigh[204]

## Preise und Auszeichnungen
- 2002: Khoj Residency, Neu-Delhi[205]
- 2003: The Sanskriti Award[15]
- 2004: French Government Residency, Paris[1]
- 2007: Woman Achiever of the Year, Young Ficci Ladies Organization (YFLO)[206]
- 2010: ARKEN Kunstpreis[207]
- 2015: Ordre des Arts et des Lettres[208][209]
- 2021: Cultural Icon of the Year beim Vogue Woman of the Year[210]

## Rezeption
Ein Bericht zur Ausstellung Alchemies im Yorkshire Sculpture Park, erschienen in der Financial Times, hebt Khers meisterhafte Transformation alltäglicher Materialien – insbesondere von Bindis, Glasarmreifen und weiteren Fundstücken – zu komplexen, symbolisch aufgeladenen Kunstwerken hervor. Die Rezensentin betont die charakteristische „kulturelle Hybridität“ in Khers Werk, das sich zwischen ritueller Mystik und profaner Gegenwartskultur bewegt. Khers Praxis wird als ein Akt der Dekonstruktion kultureller Codes verstanden, in dem sie durch die poetische Aufwertung von Massenobjekten eine neue, vielschichtige Bildsprache erschafft. In ihren Skulpturen offenbare sich so ein künstlerischer Prozess der Verwandlung, der zugleich persönliche, gesellschaftliche und mythologische Dimensionen anspreche.

## Publikationen
- Jack Shainman Gallery (Hrsg.): Bharti Kher. New York 2010, ISBN 978-0-615-16806-7.
- Bharti Kher: This Breathing House. Hauser & Wirth, Zürich 2017, ISBN 978-3-9524461-5-7.
- Bharti Kher: Sketchbooks And Diaries. Corraini, Mantua 2017, ISBN 978-88-7570-677-7.
- Bharti Kher: Chimera. Verlag für moderne Kunst, Wien 2019, ISBN 978-3-903228-96-2.